# Lucia Hrivnák Klocová
Lucia Hrivnák Klocová (ur. 20 listopada 1983 w Martinie) – słowacka lekkoatletka specjalizująca się w biegach średniodystansowych, czterokrotna uczestniczka igrzysk olimpijskich, medalistka mistrzostw Europy. 

## Życiorys

### Mistrzostwa Europy
Podczas mistrzostw Europy w Barcelonie w 2010 roku w biegu na 800 metrów zajęła pierwotnie czwarte miejsce. Jednak w 2013 roku Sąd Arbitrażowy w Lozannie zdyskwalifikował reprezentantkę Rosji Marię Sawinową za naruszenie przepisów antydopingowych. Swój medal otrzymała w lutym 2017 roku. 

### Igrzyska olimpijskie
Podczas igrzysk w 2004 roku w kwalifikacjach zajęła 19. miejsce w biegu na 800 metrów, w Pekinie w 2008 roku 11. na tym samym dystansie. Cztery lata później, w Londynie, zdołała dojść do finału biegu na 1500 metrów, w którym znalazła się na 5. miejscu. Na igrzyskach w Rio na 800 metrów swój udział zakończyła po biegu eliminacyjnym, w którym uzyskała czas 2:00.57 i zajęła 28. miejsce. 